# ياو كيتاباتاك
ياو كيتاباتاك (باليابانية: 北畠八穂)‏ (5 أكتوبر 1903 في آوموري، آوموري - 18 مارس 1982 في كاماكورا، كاناغاوا) كاتِبة، وروائية، وشاعرة، وكاتبة للأطفال من اليابان.